# Секст Юлій Цезар (трибун)
Секст Ю́лій Це́зар (лат. Sextus Julius Caesar I) — римський політик, сенатор, військовий трибун.

## Кар'єра
У 181 до н. е. був разом з Луцієм Аврелієм Коттою військовим трибуном при Луції Емілії Павлу Македонському, правителі Лігурії. У 170 до н. е. був спрямований легатом з Гнеєм Семпроній Блезом для ведення переговорів з приводу Абдер під Фракію.

## Сім'я
Секст народився в Альба-Лонга у патриціанській сім'ї з роду Юліїв, який грав неабияку роль в історії Риму з стародавніх часів. Був сином Луція Юлія Цезаря I і онуком Нумерій Юлія Цезаря, братом Луція Юлія Цезаря, претора 183 року до н. е.
Праправнуком був знаменитий Юлій Цезарь.
Був батьком Гая Юлія Цезаря, прадіда Гая Юлія Цезаря, і Секста Юлія Цезаря, консула 157 року до н. е.
Шаблон:Коротке родове дерево Цезаря